# Östersunds centralstation
Östersunds centralstation – stacja kolejowa w Östersund, w regionie Jämtland, w Szwecji. Znajduje się na Inlandsbanan i Mittbanan.
Budynek dworca został zbudowany w całości z drewna w 1879 roku, według projektu Adolfa W. Edelsvärdsa.

## Linie kolejowe
- Inlandsbanan
- Mittbanan